# ژرنووتسی
ژرنووتسی (به لاتین: Zhernovtsy) یک منطقهٔ مسکونی در روسیه است که در سرزمین آلتای واقع شده‌است.